# 閲覧
閲覧（えつらん、英語: browsing または reading あるいは inspection）とは、図書館関連の用語で、利用者が資料を館外に持ち出さずに見ることを言う。
また、近年では、インターネットの用語として、ウェブブラウザを用いてウェブページを見ることも閲覧と呼ぶ。

## 図書館における閲覧
閲覧は、利用者が資料を入手し、閲覧に適当な場所を見つけることで可能となる。開架式の図書館においては、このいずれもが利用者の判断に任されている。利用者は、比較的自由に書架を歩いて周り、閲覧したい資料を書架から取り出し、どこか椅子や机のある場所などで資料を閲覧することになる。
この際、利用者の便宜を図るために、書架の配列などを説明するための情報が図書館内で提供されているのが普通である。これは次のような形をとることが多い。
- 壁面や柱、書架などに資料の分類番号、資料の分野の説明などを表示したプレートを設置する。
- 天井からプレートを吊るす。
- 入り口付近に図書館内全体の資料の配置を説明した見取り図を設置する。
- パンフレットやチラシなどの形で館内の見取り図を提供する。
- エレベーターや階段の入り口付近に見取り図やプレートを記す。

こうした情報提供の手法は、巨大なスーパーマーケットやデパートや書店、駅構内などにおけるそれと共通している部分が多い。
閉架式の図書館では、利用者が資料の取り寄せを貸し出しデスクに依頼する。依頼の際には、閲覧申込書に資料名や資料の請求番号を記入することが多い。取り寄せた資料は、指定された閲覧室で閲覧しなければならない場合もある。これは、貴重な資料の紛失や盗難を防ぐための方法である。図書館がウェブ上で資料を公開しているケースもある。

## インターネットにおける閲覧
インターネットにおけるウェブページ（HTMLファイル1ページ）アクセス数の計測にはいくつかの方法が使われており、それぞれ意味するところが異なっている。
- ユニークユーザー（英: Unique User、略称：UU）
  - サイトを訪問したユーザーの人数。サイトへのセッションがいったん切れたあと、同じユーザーが再度同一サイトにアクセスした場合に合算せず、1ユーザーとカウント。ただし、例えば、月間のユニークユーザー数と称する場合、日ごとのユニークユーザー数を単純に合算した数値を月間ユニークユーザー数としている場合もあり、この場合は月間内で同じユーザーが二重にカウントされている可能性もある。トップページから下位ページにアクセスした場合、1ユーザーとカウントし、下位ページ分をその都度合算するカウントは行わない。
- セッション（英: Session、略称：SS）
  - サイトにアクセスした訪問数（Visits）。サイトにアクセスして、サイトから離脱するまでを1セッションとカウント。ユニークユーザーと異なり、同一ユーザーが再度同一サイトにアクセスした場合、2セッションとカウント（延べ人数でカウントする方式）。下位ページをその都度合算するカウントを行わない点は、ユニークユーザーと共通。
- ページビュー（英: Page View、略称：PV）
  - アクセスしたページの総数。ユニークユーザーやセッションと異なり、サイトへのセッションが続いている間でも、同一サイト内の下位ページへのアクセスをその都度合算し、カウントが増大する。さらに、同じページを何度もリロードすることでもカウントが増大し、外部から数値を操作・調整可能なことから、正確なアクセス数を判断するには他のアクセス数値情報と複合して判断する必要があるとされる[1]。
  - インプレッションも参照。